# Kunstnernes Hus (Осло)
Галерея «Kunstnernes Hus» (норв. Kunstnernes Hus, Oslo) — художественная галерея в норвежском городе Осло, открытая в октябре 1930 года местной культурной ассоциацией «Bildende Kunstneres Styre»; музейное здание «Felix» было построено в 1929 году по проекту архитекторов Гудольфа Блекстада и Германа Мунте-Кааса, сочетавшему в себе как элементы неоклассической архитектуры XIX века, так и функционализма; в 1931 году здание получило архитектурную премию «Houen». Помимо использования для временных выставок, галерея является одной из двух площадок для ежегодного арт-шоу «Høstutstillingen».

## История и описание
Художественная галерея «Kunstnernes Hus» (буквально — «Дом художников») открылся в Осло 1 октября 1930 года. Процесс создания галереи напротив парка Королевского дворца начался за несколько лет до этого: Норвежская ассоциация художников «Bildende Kunstneres Styre» в течение долгого времени собирала средства для своей штаб-квартиры, сформировав необходимый фонд в 1927 году. Открытый архитектурный конкурс на здание был объявления в 1928 году — условия предусматривали строительство галереи с естественным светом через потолок, ограничения по высоте здания и требование, чтобы его фасад «гармонировал с окружающей архитектурой».
На конкурс было представлено более 60 предложений; победителе был объявлен проект под названием «Феликс», созданные архитекторами Гудольфом Блекстадом и Германом Мунте-Кааса; он был несколько упрощен ещё до начала строительства (1929). Здание по адресу Wergelandsveien 17 было открыто как штаб-квартира независимого общественного фонда в сфере культуры — в 1931 году проект Блекстада и Мунте-Кааса, сочетавший в себе как элементы неоклассической архитектуры XIX века, так и функционализма, получил архитектурную премию «Houens fonds diplom».
Музейный центр был отремонтирован в 2000—2001 годах — стоимость восстановления составила около 20 миллионов норвежских крон; обновление позволило привести инфраструктуру безопасности (в том числе и пожарной) в соответствие с современными стандартами. «Kunstnernes Hus» управляется советом из пяти человек, четыре из которых избираются Норвежской ассоциацией художников, а один — является представителем министерства культуры страны. Помимо использования для временных выставок, галерея является одной из двух площадок для ежегодного арт-шоу «Høstutstillingen». В 2019 году в музейных залах прошли временные персональные экспозиции таких художников как Эд Аткинс (род. 1982), Мария Бринч («Inya Lake»), Ингер Лиз Хансен, Мортен Анден и Артур Джафа.